# 超級瑪利歐64
《超級瑪利歐64》（香港旧译）是一款由任天堂情報開發本部开发，并由任天堂发行於任天堂64平台上的超级马里奥系列动作游戏。本作是第一款3D的瑪利歐系列遊戲，也是瑪利歐於遊戲中第一次擁有配音的作品。本作在日本於1996年6月23日和任天堂64一起上市，全球銷量總計共超過1100萬套。《超級瑪利歐64》原先並不支援震動功能，但在1997年時於日本發售了震動版。
《超級瑪利歐64》的發售對於之後的3D遊戲產生了巨大的影響。在很长的一段时间内，本作一直是业界内3D动作游戏的标杆，是首批提供互動鏡頭系統的遊戲之一。
在2004年11月21日，重製作品《超級瑪利歐64DS》於北美作為任天堂DS的首發遊戲發行，日本於同年12月2日發行。
在2020年9月18日，任天堂於任天堂Switch發行《超級瑪利歐 3D收藏輯》，內含本作與《超級瑪利歐陽光》和《超級瑪利歐銀河》，以紀念超級瑪利歐系列35周年。
這是美國配音員查爾斯·馬爾蒂內首次為瑪利歐角色配音的官方遊戲（本作發佈前一年在非官方遊戲《瑪利歐的遊戲展覽》中首次聲演瑪利歐），其後一直成為瑪利歐的配音員至2023年引退為止。

## 遊戲系統

遊戲截圖

在《超級瑪利歐64》中，玩家需要在3D環境中控制瑪利歐探索不同世界。每個世界都是獨立的，並允許玩家隨意探索。這些世界充滿了會攻擊瑪利歐的敵人，以及一些提供援助、信息，或請求協助的生物。玩家能在不同世界中收集星星，其中部份星星只會在玩家完成某些任務後才出現。這些任務包括解決難題、擊敗關主、完成賽事和收集金幣。隨著玩家收集越來越多的星星，玩家就能到訪城堡中的其他部份。玩家亦能透過擊敗特殊世界裡的庫巴來開啟特定的門。
部份世界擁有一些特殊提升物，能用來提升玩家的能力，例如翼帽能讓玩家在空中飛行一段時間，金屬帽則可以沉到水底行走，不受缺氧的影響。有些世界則包含大砲供玩家進行長途旅行。
瑪利歐在此遊戲中的能力遠多於其他瑪利歐系列遊戲。玩家在遊戲中能操控瑪利歐走、跑、跳、蹲、爬、空翻、前撲、攀爬、踢、拳擊或游泳。玩家亦能組合跳躍和其他動作來進行特殊跳躍。其他特殊動作則包括牆跳、飛行等。玩家亦可以搬起或推動某些物品，以用來解決謎題。在水中，瑪利歐也需要氧氣，故必須定時浮上水面呼吸。

## 故事大綱
《超級瑪利歐64》的故事開始於碧姬公主寄了一封信，邀請瑪利歐到她的城堡吃茶點。可是，當瑪利歐到達城堡時，卻發現城堡被庫巴攻擊了，庫巴還用120顆能量星星將碧姬公主和蘑菇侍衛囚禁起來。而瑪利歐為了救出碧姬公主，再度展開了冒險。瑪利歐透過城堡中通往不同世界的門來奪回能量星星，並順利在三個世界中擊敗庫巴，隨後瑪利歐飛回城堡外，碧姬公主也釋放了，眾人迎接英雄瑪利歐，回到城堡裡繼續未完的派對。

## 發行

### 銷售
《超級瑪利歐64》在全世界共售出了1162萬套，成為最暢銷的任天堂64遊戲。
本作於Wii平台發售的Virtual Console版本曾在2007年6月短暫成為第二暢銷的Wii遊戲，僅次於《超級瑪利歐兄弟》。

### 重製

#### 《超級瑪利歐64DS》
《超級瑪利歐64》在任天堂DS上的重製版《超級瑪利歐64DS》於2004年發售。該作相比原版在繪圖方面有所改進，略微改動了遊戲路線，並增加了新的遊戲區域、能力提升道具、敵人、可收集星星、可於觸控螢幕上遊玩的小遊戲、多人模式等。
任天堂DS版本《超級瑪利歐64DS》在全世界共售出了1106萬套，成為第十暢銷的任天堂DS遊戲。

## 評價
《超級瑪利歐64》廣受讚譽。此遊戲已獲頒無數獎項，其中包括數個「年度最佳遊戲獎」，以及任天堂的「玩家選擇獎」。除此以外，此遊戲亦獲稱為「史上最偉大的遊戲」。這樣稱呼此遊戲的媒體包括IGN、《Game Informer》、《Edge》、Yahoo! Games、GameFAQs用戶、以及《任天堂力量》。《電子遊戲月刊》頒予此遊戲金獎，而此遊戲更是獲《Edge》給予滿分的遊戲。《Game Informer》起初給予此遊戲9.75/10分，但後來卻減少至9/10分。GameSpot把此遊戲稱為「史上15個最有影響力的遊戲」之一，並給予此遊戲的任天堂64版本9.4/10分，以及Wii版本8/10分。遊戲雜誌《Fami通》則給予此遊戲39/40分。
評價主要稱讚其畫面，但主要批評其攝像系統。《任天堂力量》稱讚其畫質、聲音和遊戲模式，但就批評其攝像系統的角度問題。《Game Informer》則指出此遊戲「百玩不厭」，但就批評此遊戲的攝像系統問題在現代會被視為「發生故障」。Game Revolution稱讚其畫質“美麗”，但就批評其攝像系統的角度問題。雜誌《Next Generation》稱讚此遊戲的音樂、畫質、加載速度和遊戲規模，但卻仍然批評其攝像系統的角度問題。ScrewAttack指出此遊戲是史上第三好的馬里奧遊戲。《任天堂官方雜誌》則把此遊戲列為“史上100個最偉大的任天堂遊戲”的第六位。然而，GamePro卻把此遊戲列為“十大過於高估的遊戲”中的第三位。儘管如此，《Game Informer》仍於2009年將此遊戲列為“史上200個最佳遊戲”的第13位。

## 資料來源
1. ↑  . gamecubicle.com.   [2006-12-31]. （原始内容存档于2012-02-15）.
2. 1 2  Craig Glenday (编). . . Guinness World Records. Guinness. 2008-03-11: 50. ISBN 978-1-904994-21-3.
3. ↑  Sidener, Jonathan. . The San Diego Union-Tribune. 2007-09-25  [2007-10-29]. （原始内容存档于2012-05-22）.
4. ↑  . 1UP.com.   [2006-10-21]. （原始内容存档于2012-05-26）.
5. ↑  . 日本経済新聞. 2023-08-21  [2023-08-22]. （原始内容存档于2023-09-24）.
6. 1 2 3  . Nintendo Power (Nintendo). September 1996, (88): 14–23.
7. 1 2 3 4 5 6  . Nintendo. 1996.
8. 1 2  . Nintendo. 1996. NUS-NSME-USA.
9. ↑  Princess Peach's note: "Dear Mario: Please come to the castle. I've baked a cake for you. Yours truly-- Princess Toadstool, Peach." Nintendo EAD. . Nintendo 64. Nintendo. 1996-09-29.
10. ↑  Princess Peach: "Mario! The power of the Stars is restored to the castle... and it's all thanks to you! Thank you, Mario. We have to do something special for you... Listen, everybody, let's bake a delicious cake... for Mario..." Nintendo EAD. . Nintendo 64. Nintendo. 1996-09-29.
11. ↑  . Ownt.com. 2005-05-23  [2007-11-01]. （原始内容存档于2006-02-21）.
12. ↑  . www.gamecubicle.com.   [2021-04-17]. （原始内容存档于2012-02-15） （英语）.
13. ↑  Thorsen, Tor. . GameSpot. 2007-06-01  [2007-10-22]. （原始内容存档于2009-06-05）.
14. ↑  Jeff Gerstmann. . GameSpot. 2004-11-19  [2022-07-29]. （原始内容存档于2022-10-11） （英语）.
15. ↑  . VGChartz. 2013-08-24  [2013-08-31]. （原始内容存档于2020-11-26） （英语）.
16. ↑  . Nintendo Co., Ltd.   [2022-03-02]. （原始内容存档于2021-10-16） （英语）.
17. ↑  . GameRankings.   [2007-12-03]. （原始内容存档于2017-02-15）.
18. ↑  . Metacritic.   [2007-12-03]. （原始内容存档于2018-03-12）.
19. ↑  Davies, Jonti. . Allgame.   [2008-11-04]. （原始内容存档于2014-12-06）.
20. 1 2  . Edge (Future Publishing). 1996, (35).
21. 1 2  . Electronic Gaming Monthly (Ziff Davis). 2004年1月: 189 （英语）.
22. 1 2 3  . Game Informer (Cathy Preston). July 2007, (171): 114.
23. 1 2  GameSpot Staff. . GameSpot. 1996-12-01  [2007-10-22]. （原始内容存档于2011-10-06 language= en）.
24. ↑  Perry, Doug. . IGN.   [2006-10-22]. （原始内容存档于2012-08-17）.
25. 1 2  Orland, Kyle. . Joystiq. 2007-10-24  [2008-01-26]. （原始内容存档于2015-01-28） （英语）.
26. ↑  . IGN. 2003  [2008-02-02]. （原始内容存档于2010-01-17）.
27. ↑  . IGN. 2005  [2006-02-11]. （原始内容存档于2015-05-11）.
28. ↑  . IGN. 2007  [2008-02-02]. （原始内容存档于2012-02-20）.
29. ↑  . Game Informer. August 2001: 36.
30. ↑  . Next-gen.biz.   [2011-08-30]. （原始内容存档于2011-07-13）.
31. ↑  . Yahoo! Games.   [2008-02-02]. （原始内容存档于2012-02-20）.
32. ↑  . GameFAQs.   [2007-01-26]. （原始内容存档于2015-07-16）.
33. ↑  . Nintendo Power. February 2006, (200): 58–66.
34. ↑  . Game Informer. August 1996, (40).
35. ↑  . GameSpot.   [2006-07-03]. （原始内容存档于2006-01-30）.
36. ↑  Gerstmann, Jeff. . GameSpot. 2006-11-20  [2008-01-30]. （原始内容存档于2009-03-07） （英语）.
37. ↑  . Nintendo Power (Nintendo). September 1996, (88): 94–97.
38. ↑  . Game Revolution. 2004-06-06  [2008-06-17]. （原始内容存档于2008-07-05）.
39. ↑  . Next Generation Magazine (Imagine Media). September 1996, (21): 147.
40. ↑  Posted: Jul 24, 2007. . Gametrailers.com. 2007-07-24  [2011-08-30]. （原始内容存档于2009-05-27）.
41. ↑  East, Tom. . Official Nintendo Magazine. Future plc.   [2009-03-02]. （原始内容存档于2012-03-31）.
42. ↑  . IDG.   [2009-09-12]. （原始内容存档于2011-09-27）.
43. ↑  The Game Informer staff. . Game Informer. December 2009, (200): 44–79. ISSN 1067-6392. OCLC 27315596.

## 外部連結
- 神游马力欧 （页面存档备份，存于） （简体中文）
- 超級瑪利歐64 （页面存档备份，存于） （日語）
- 超級瑪利歐64震動版 （页面存档备份，存于） （日語）
- 互联网电影数据库（IMDb）上《超級瑪利歐64》的资料（英文）